# Zvirče
Zvirče is een plaats in Slovenië en maakt deel uit van de gemeente Tržič in de NUTS-3-regio Gorenjska. De plaats telde 416 inwoners op 1 januari 2020.